# Guajazulen
Guajazulen (von Guajak und frz. azur „blau“) oder 7-Isopropyl-1,4-dimethylazulen, auch Azulon, ist ein blauer kristalliner aromatischer Kohlenwasserstoff, der insbesondere in der Kosmetik und Medizin zur Anwendung kommt.

## Eigenschaften
Guajazulen ist mit ca. 600 µg/kg nur schwer in Wasser löslich. Doch es ist löslich in Ethanol, Diethylether und Essigsäureethylester.
Reines Guajazulen besteht aus blauen Kristallen, doch im Handel sind vor allem flüssige Lösungen oder Mischungen mit festen und flüssigen Anteilen erhältlich. Guajazulen ist fast geruchlos.
Guajazulen kann eine lokal entzündungshemmende und antiallergische Wirkung haben. Ob dies einen therapeutischen Nutzen hat, ist jedoch umstritten.

## Vorkommen
Guajazulen wird gewonnen entweder aus Gujaol, dem wesentlichen Bestandteil des Öls von Bulnesia sarmientoi und anderen dem Guajakbaum nahe verwandten Baumarten, oder aus Caryophyllen, einem Bestandteil des Nelkenöls.

## Verwendung
Guajazulen (7-Isopropyl-1,4-dimethylazulen) wird häufig verwendet als Ersatz für Chamazulen (1,4-Dimethyl-7-ethylazulen), einen wesentlichen Bestandteil des Kamillenöls, da es sehr ähnliche Eigenschaften hat, aber günstiger herzustellen ist.
In der Kosmetik ist Guajazulen häufig ein Bestandteil von Salben oder Cremes zur Hautpflege.
Medizinisch kommt es sowohl innerlich zur Anwendung, gegen Entzündungen im Magen-Darm-Trakt, der Atemwege oder der Haut, als auch äußerlich, bei Hautentzündungen oder Sonnenbrand.